# Nesidiochernes tumidimanus
Nesidiochernes tumidimanus är en spindeldjursart som beskrevs av Beier 1957. Nesidiochernes tumidimanus ingår i släktet Nesidiochernes och familjen blindklokrypare. Inga underarter finns listade i Catalogue of Life.